# Petrantoniu Monteggiani
Petrantoniu Monteggiani (Vescovato, 1455 - 1536) fou un polític i cronista cors. El 1520, juntament amb Risterucciu di Matra, formà part d'una ambaixada corsa a Gènova per a protestar contra els abusos comesos pels funcionaris del Banco di San Giorgio a Còrsega. També va compondre una crònica E Croniche, on recull els esdeveniments corsos de 1464 a 1536, i que no fou publicada fins al 1594 per Antoniu Petru Filippini.